# Ehestetter Buckel (Schaiwiesen)
Das Gebiet Ehestetter Buckel (Schaiwiesen) ist ein vom Landratsamt Münsingen am 31. Mai 1955 durch Verordnung ausgewiesenes Landschaftsschutzgebiet auf dem Gebiet der Gemeinde Pfronstetten.

## Lage
Das nur etwa einen Hektar große Landschaftsschutzgebiet liegt ca. 1,3 Kilometer nordöstlich des Ortsteils Aichelau im Gewann Schönwiesen. Das Landschaftsschutzgebiet liegt im Naturraum Mittlere Flächenalb.
Geologisch stehen Dolomit-Formationen des Unteren Massenkalks des Oberjura an.

## Landschaftscharakter
Es handelt sich um eine Wacholderheide auf einer Kuppe, die nach einem längeren Brachestadium wieder geöffnet wurde. 